# Тальят, Сашо
Сашо Тальят (словен. Sašo Taljat; 22 сентября 1989 года, Шемпетер-при-Горици, СФРЮ) — словенский гребец-слаломист, участник летних Олимпийских игр 2012 года, чемпион мира 2014 года.

## Спортивная биография
Заниматься гребным слаломом Тальят начал в 1999 году. С 2006 года Сашо выступает в каноэ-двойках вместе с Лукой Божичем. На молодёжном уровне словенский дуэт дважды становился чемпионами Европы (2011, 2012). С 2007 года Тальят и Божич стали выступать на этапах Кубка мира. В 2009 году словенский дуэт стал бронзовым призёром чемпионата мира. Первая победа на этапах мирового Кубка словенцами была добыта в Праге в 2011 году. Также в этом сезоне Тальят и Божич смогли занять второе место на этапе во французском Л’Аржантьер-ла-Бессе. В общем зачёте Кубка мира 2011 года словенцы заняли высокое 5-е место. 
На летних Олимпийских играх 2012 года в Лондоне Тальят и Божич с 6-м результатом преодолели первый раунд в соревнованиях каноэ-двоек. В полуфинале словенский экипаж показал довольно слабое время, что вместе с 2 штрафными баллами отбросило их на 8-ю позицию и не позволило продолжить борьбу за медали. По итогам 2012 года Тальят/Божич стали третьими в общем зачёте Кубка мира.
В 2013 году словенская двойка трижды попадала в число призёров на этапах мирового Кубка и стала второй по итогам всего сезона. На чемпионате мира 2014 года Тальят и Божич завоевали свою первую золотую медаль, став первыми в соревновании двоек. В 2015 году словенцы были близки к завоеванию очередной медали мирового первенства, но заняли только 4-е место.